# 牙較灣

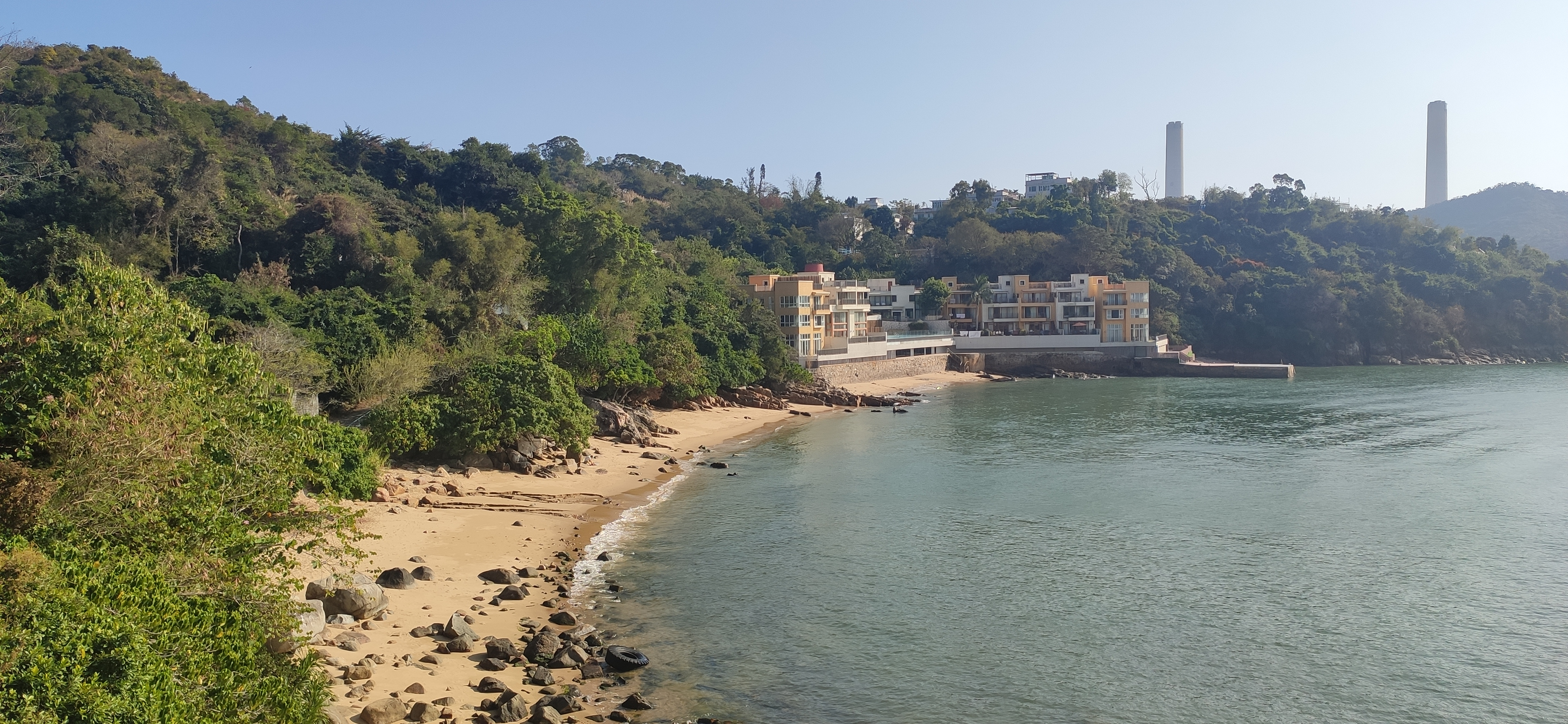
牙較灣

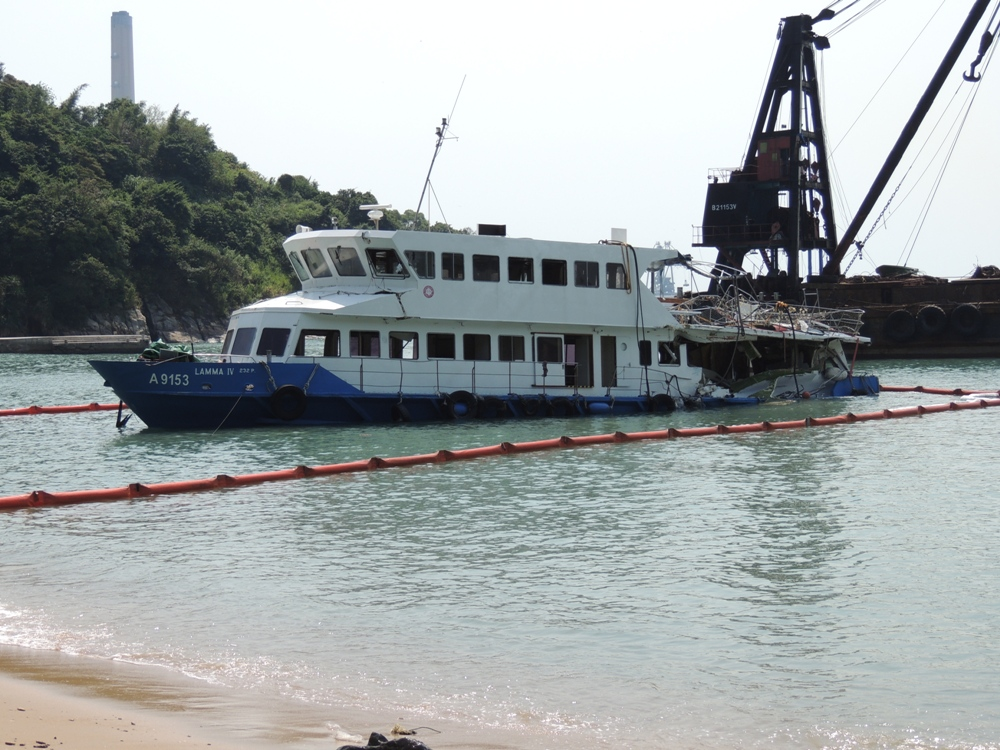
南丫島撞船事故中沉沒的「南丫四號」停泊在牙較灣

牙較灣（粵語：ngaa4 gaau3 waan1），正寫牙骹灣，是香港南丫島西北部的一個海灣，位於榕樹灣以北、石角咀以南。牙較灣因地形像顳下顎（粵語俗稱「牙骹」），因而得名。
2012年10月1日晚，南丫島發生撞船事故，其中香港電燈客船「南丫四號」被撞至沉沒，事後被拖往牙較灣，以便政府多個部門搜證。